# Comuna Valea Lungă, Dâmbovița
Valea Lungă este o comună în județul Dâmbovița, Muntenia, România, formată din satele Băcești, Izvoru, Moșia Mică, Șerbăneasa, Ștubeie Tisa, Valea lui Dan, Valea Lungă-Cricov (reședința), Valea Lungă-Gorgota, Valea Lungă-Ogrea și Valea Mare.

## Așezare
Comuna se află în nord-estul județului, aproape de limita cu județul Prahova. Se află într-o zonă de deal, în valea Cricovului Dulce. Comuna este străbătută de șoseaua județeană DJ710A, care o leagă spre nord-est de Pucioasa și spre sud de Moreni și I.L. Caragiale (DN72). În centrul comunei, din acest drum se ramifică DJ710B care duce spre comuna Vișinești.

## Demografie
Componența etnică a comunei Valea Lungă
     Români (94,84%)
     Alte etnii (0,38%)
     Necunoscută (4,78%)
Componența confesională a comunei Valea Lungă
     Ortodocși (93,91%)
     Alte religii (0,91%)
     Necunoscută (5,18%)
Conform recensământului efectuat în 2021, populația comunei Valea Lungă se ridică la 4.518 locuitori, în scădere față de recensământul anterior din 2011, când fuseseră înregistrați 4.770 de locuitori. Majoritatea locuitorilor sunt români (94,84%), iar pentru 4,78% nu se cunoaște apartenența etnică. Din punct de vedere confesional, majoritatea locuitorilor sunt ortodocși (93,91%), iar pentru 5,18% nu se cunoaște apartenența confesională.

## Politică și administrație
Comuna Valea Lungă este administrată de un primar și un consiliu local compus din 13 consilieri. Primarul, Emil Negru[*], de la Partidul Social Democrat, este în funcție din 2016. Începând cu alegerile locale din 2024, consiliul local are următoarea componență pe partide politice:
|  | Partid                          | Consilieri | Componența Consiliului | Componența Consiliului | Componența Consiliului | Componența Consiliului | Componența Consiliului | Componența Consiliului | Componența Consiliului | Componența Consiliului | Componența Consiliului | Componența Consiliului |
|  | ------------------------------- | ---------- | ---------------------- | ---------------------- | ---------------------- | ---------------------- | ---------------------- | ---------------------- | ---------------------- | ---------------------- | ---------------------- | ---------------------- |
|  | Partidul Social Democrat        | 10         |                        |                        |                        |                        |                        |                        |                        |                        |                        |                        |
|  | Alianța pentru Unirea Românilor | 2          |                        |                        |                        |                        |                        |                        |                        |                        |                        |                        |
|  | Partidul Național Liberal       | 1          |                        |                        |                        |                        |                        |                        |                        |                        |                        |                        |

## Istorie
La sfârșitul secolului al XIX-lea, teritoriul actual al comunei era împărțit între două comune denumite Valea Lungă, separate de râul Cricovul Dulce. Una dintre ele făcea parte din plaiul Ialomița-Dâmbovița al județului Dâmbovița și avea în compunere șapte sate: Ogrea, Gorgota, Vatra Satului, Strâmbu, Frasinu, Ștubeiele și Tisa, cu 1559 de locuitori. În ea funcționau două biserici, o școală și șase mori de apă. Cealaltă făcea parte din plaiul Prahova al județului Prahova și era formată din satele Valea Lungă, Gheboasa și Vișinești, cu 1206 de locuitori. Aici erau o școală și două biserici, dintre care una aparținea locuitorilor din Valea Lungă, Dâmbovița.
În 1925, Valea Lungă, Dâmbovița făcea parte din plasa Pucioasa și avea satele Gorgota, Ogria, Strâmbu și Tisa-Ștubei, cu 3187 de locuitori. Comuna Valea Lungă, Prahova era tot în plasa Prahova și avea 1890 de locuitori în satele Bocești, Gheboaia, Valea lui Dan și Valea Lungă.
În 1931, ambele comune au fost transferate la același județ, Dâmbovița, din care au făcut parte din plasa Pucioasa. Ele au rămas comune separate, și au primit, pentru dezambiguizare, nume diferite: fosta comună prahoveană s-a numit Valea Lungă-Cricov (având satele Băcești, Gheboasa, Șerbăneasca, Valea lui Dan și Valea Lungă-Cricov), în vreme ce comuna dâmbovițeană s-a numit Valea Lungă-Gorgota (cu satele Gorgota-Valea Lungă, Ogrea, Moșia Mică, Strâmbu, Ștubeele, Tisa și Valea Lungă de Vârfuri).
În 1950, cele două comune au trecut în administrarea raionului Câmpina din regiunea Prahova și apoi (după 1952) din regiunea Ploiești. În 1964, două sate și-au schimbat denumirea: Gheboasa în Valea Mare și Strâmbu în Izvoru. În 1968, comunele au revenit la județul Dâmbovița (reînființat), și au fost comasate sub numele de Valea Lungă, cu reședința la Valea Lungă-Cricov.